# Unforgiven 2004
Unforgiven 2004 was een professioneel worstel-pay-per-viewevenement dat georganiseerd werd door de World Wrestling Entertainment. Dit evenement was de 7e editie van Unforgiven en vond plaats in het Rose Garden in Portland (Oregon) op 12 september 2004.
Het "main event" van dit evenement was een een-op-eenmatch voor het World Heavyweight Championship tussen kampioen Randy Orton en Triple H.

## Wedstrijden
| Nr.                                                                          | Match | Winnaar(s)                   |
| ---------------------------------------------------------------------------- | --- | ---------------------------- |
| 1                                                                            | Evolution (Ric Flair & Batista) vs. Chris Benoit & William Regal in een tag team match                                            | Chris Benoit & William Regal |
| 2                                                                            | Trish Stratus (c) (met Tyson Tomko) vs. Victoria in een een-op-eenmatch voor het WWE Women's Championship                         | Trish Stratus (c)            |
| 3                                                                            | Tyson Tomko vs. Steven Richards in een een-op-eenmatch                                                                            | Tyson Tomko                  |
| 4                                                                            | Chris Jericho vs. Christian in een Ladder match voor het vacante WWE Intercontinental Championship                                | Chris Benoit (nc)            |
| 5                                                                            | Shawn Michaels vs. Kane (met Lita) in een No Disqualification match                                                               | Shawn Michaels               |
| 6                                                                            | La Résistance (Sylvain Grenier & Robért Conway) (c) vs. Tajiri & Rhyno in een tag team match voor het World Tag Team Championship | La Résistance                |
| 7                                                                            | Randy Orton (c) vs. Triple H in een een-op-eenmatch voor het World Heavyweight Championship                                       | Triple H (nc)                |
| (c) huidige kampioen voor en na de match \| (nc) nieuwe kampioen na de match | |                              |